# Nicolas Bacqué
Pour les articles homonymes, voir Bacqué.
Pas d'image ? Cliquez ici

a Compétitions nationales et continentales officielles uniquement.

b Matchs officiels uniquement.
Nicolas Bacqué (né le 17 décembre 1973 à Tarbes) est un joueur français de rugby à XV.
Avec le Stade toulousain, il remporte la Coupe d'Europe en 1996 puis avec la Section paloise, il remporte le Challenge européen en 2000.

## Biographie
Nicolas Bacqué a joué au poste de troisième ligne aile au Tarbes Pyrénées rugby, au Stade toulousain et à la Section paloise. Il a également été sélectionné une fois en équipe de France. Il est ensuite joueur-entraîneur au CO Saint-Lary-Soulan, qui joue en Promotion d'Honneur (7e division).

## Carrière de joueur

### En club
- Stade toulousain
- Section paloise
- Tarbes pyrénées rugby
- CO Saint-Lary

### En équipe nationale
Il a disputé un match de la Coupe Latine en 1997.

## Palmarès
Avec le Stade toulousain
- Coupe Frantz-Reichel :
  - Champion (1) : 1994
- Coupe d’Europe : 
  - Champion (1) : 1996